# Norddeutsche Eisenbahnfachschule
Die Norddeutsche Eisenbahnfachschule GmbH (NEF) ist eine Bildungseinrichtung für die Aus- und Weiterbildung von Fachkräften im Eisenbahnverkehrswesen. Sie betreibt insgesamt vier Schulungszentren an den Standorten Braunschweig (Firmenzentrale), Oldenburg, Osnabrück und Bochum (Stand Oktober 2024). Die NEF ist DEKRA-zertifiziert nach AZAV für die berufliche Wiedereingliederung auf dem Arbeitsmarkt und vom Eisenbahn-Bundesamt zugelassen als Ausbildungs- und Prüfungsorganisation. Die NEF ist darüber hinaus offizieller DB-Ausbildungskooperationspartner (DB Training und DB Cargo).
Seit November 2023 ist Peter Risthaus Geschäftsführer der Norddeutschen Eisenbahnfachschule GmbH.

## Bildungsangebot und Dienstleistungen
Der Fokus der Norddeutschen Eisenbahnfachschule liegt auf der Aus- und Weiterbildung zum Lokführer / Triebfahrzeugführer (m/w/d) Klasse B im Güter- und Personenverkehr. Das Gesamtportfolio der angebotenen Weiterbildungen beinhaltet:
- Triebfahrzeugführer (m/w/d) Klasse B im Güter- und Personenverkehr
- Lokrangierführer (m/w/d) Klasse A
- Rangierbegleiter (m/w/d) im Güterverkehr
- Regelmäßiger Fortbildungsunterricht (RFU) für Triebfahrzeugführer
- Simulator-Training für Triebfahrzeugführer

Bei den meisten Bildungsangeboten handelt es sich um sogenannte verkürzte Verwendungsausbildungen, die sich insbesondere an Quereinsteiger und Arbeitssuchende richten. Zusätzliche Zielgruppen sind Beschäftigte aus dem Eisenbahnverkehrswesen, z. B. Mitarbeiter von Eisenbahnverkehrsunternehmen, die ihren regelmäßigen Fortbildungsunterricht für Triebfahrzeugführer oder Training an den Simulatoren der NEF absolvieren.

## Geschichte
Die Norddeutsche Eisenbahnfachschule wurde am 7. Juli 2017 in Braunschweig unter dem Namen Niedersächsische Eisenbahnfachschule gegründet. Am 19. März 2018 wurde der Firmenname in Norddeutsche Eisenbahnfachschule geändert. Die NEF ist seither ein DEKRA-zertifizierter Bildungsträger nach AZAV für die berufliche Wiedereingliederung auf dem Arbeitsmarkt.